# Allium kirindicum
Allium kirindicum är en amaryllisväxtart som beskrevs av Joseph Friedrich Nicolaus Bornmüller. Allium kirindicum ingår i släktet lökar, och familjen amaryllisväxter. Inga underarter finns listade i Catalogue of Life.